# Juuso Hietanen
Juuso Hietanen (ur. 14 czerwca 1985 w Hämeenlinna) – fiński hokeista, reprezentant Finlandii, trzykrotny olimpijczyk.
Jego dziadek Aarno (ur. 1930) i ojciec Juha (ur. 1955) także byli hokeistami.

## Kariera
- HPK U16 (1999-2001)
- HPK U18 (2001-2003)
- HPK U20 (2002-2005)
- HPK (2004-2007)
  -  Suomi U20 (2004)
  -  Haukat (2005)
  -  Pelicans (2005)
- Brynäs IF (2007-2010)
- HV71 (2010-2011)
- Torpedo Niżny Nowogród (2011-2015)
- Dinamo Moskwa (2015-2021)
- HC Ambrì-Piotta (2021-2022)
- HPK (2022-)

Wychowanek klubu HPK. Od kwietnia 2011 zawodnik Torpedo Niżny Nowogród. W lutym 2012 roku przedłużył kontrakt z klubem o dwa lata. Wraz z końcem kwietnia 2015 i wygaśnięciem kontraktu odszedł z klubu. Od maja 2015 zawodnik Dinama Moskwa, związany dwuletnim kontraktem. W lipcu 2017 przedłużył kontrakt z klubem o dwa lata. Na początku lutego 2020 ogłoszono prolongatę umowy do 2021. Z końcem kwietnia 2021 odszedł z klubu. W czerwcu 2021 ogłoszono jego transfer do HC Ambrì-Piotta. W kwietniu 2022 ponownie został graczem macierzystego HPK.
Uczestniczył w turniejach mistrzostw świata w 2010, 2012, 2013, 2014, 2015, 2016, 2017, 2022 oraz zimowych igrzysk olimpijskich, 2018, 2022.

## Sukcesy
Reprezentacyjne
- Brązowy medal zimowych igrzysk olimpijskich: 2014
- Srebrny medal mistrzostw świata: 2014, 2016
- Złoty medal zimowych igrzysk olimpijskich: 2022
- Złoty medal mistrzostw świata: 2022

Klubowe
- Brązowy medal mistrzostw Finlandii: 2005, 2007 z HPK
- Złoty medal mistrzostw Finlandii: 2006 z HPK
- Finał Pucharu Mistrzów: 2007 z HPK
- Brązowy medal mistrzostw Rosji: 2020 z Dinamem Moskwa

Indywidualne
- Elitserien (2009/2010):
  - Pierwsze miejsce w klasyfikacji średniego czasu spędzonego na lodzie podczas meczu: 25 min. 34 sek.
- KHL (2011/2012):
  - Piąte miejsce w klasyfikacji asystentów wśród obrońców w sezonie zasadniczym: 25 asyst
  - Drugie miejsce w klasyfikacji strzelców wśród obrońców w fazie play-off: 4 goli
- Mistrzostwa Świata w Hokeju na Lodzie 2012/Elita:
  - Jeden z trzech najlepszych zawodników reprezentacji
- KHL (2013/2014):
  - Mecz Gwiazd KHL[12]
- KHL (2013/2014):
  - Trzecie miejsce w klasyfikacji asystentów wśród obrońców w sezonie zasadniczym: 22 asysty
  - Trzecie miejsce w klasyfikacji kanadyjskiej wśród obrońców w sezonie zasadniczym: 32 punkty
- Oddset Hockey Games 2014:
  - Drugie miejsce w klasyfikacji kanadyjskiej turnieju: 4 punkty
  - Najlepszy obrońca turnieju
  - Skład gwiazd turnieju
- KHL (2016/2017):
  - Najlepszy napastnik miesiąca - styczeń 2017[13]
  - Drugie miejsce w klasyfikacji strzelców wśród obrońców sezonie zasadniczym: 12 goli
- KHL (2019/2020):
  - Trzecie miejsce w klasyfikacji strzelców wśród obrońców w sezonie zasadniczym: 13 goli
  - Trzecie miejsce w punktacji kanadyjskiej wśród obrońców w sezonie zasadniczym: 38 punktów
- Hokej na lodzie na Zimowych Igrzyskach Olimpijskich 2022 – turniej mężczyzn:
  - Trzecie miejsce w klasyfikacji +/- turnieju: +7[14]